# Parcul Național Los Glaciares

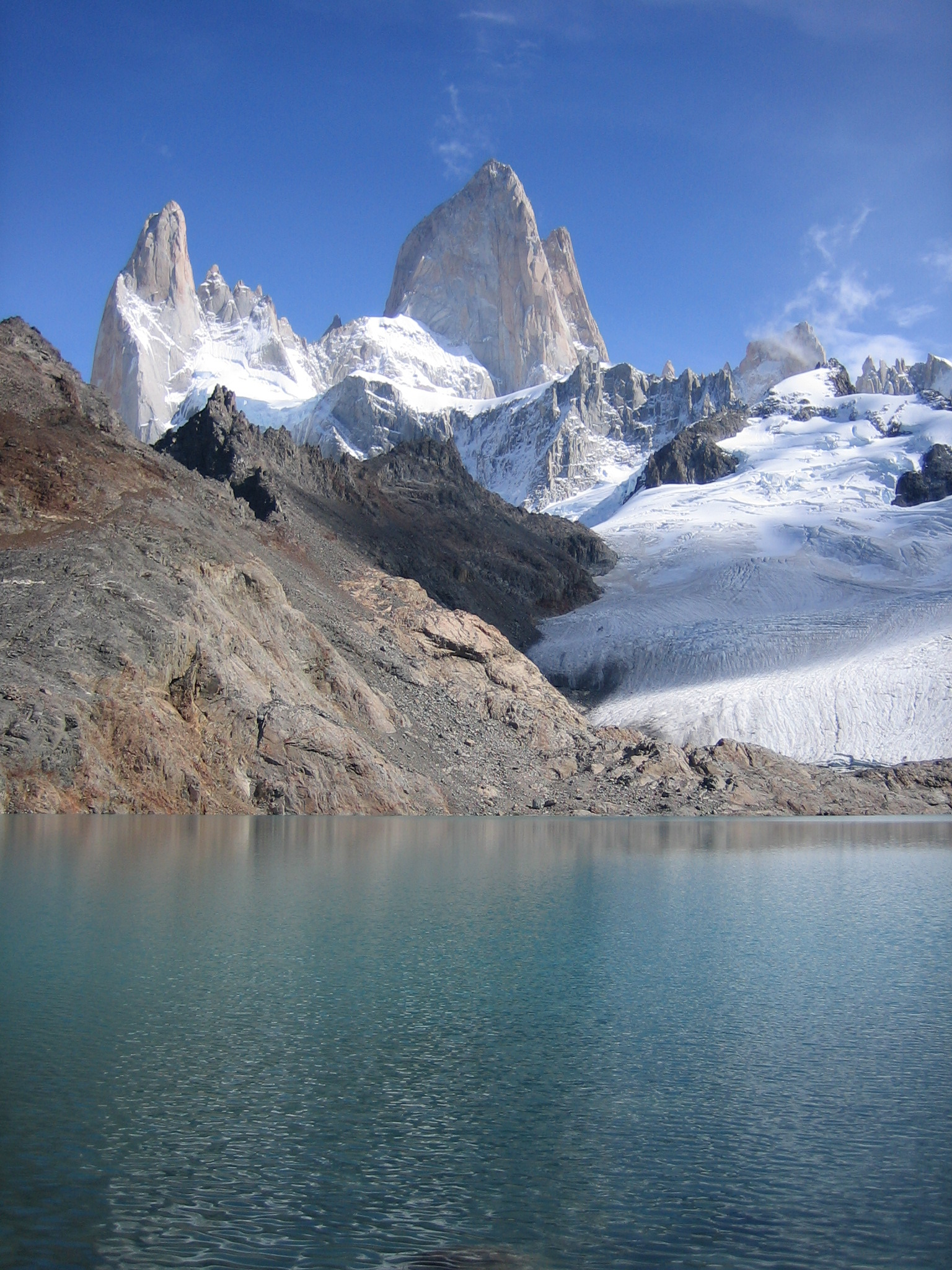
Cerro Fitzroy

Parque National Los Glaciares (spaniolă: Ghețarii) este un parc național aflat în regiunea Santa Cruz, în Patagonia argentiniană. Curpinde o suprafață de 4.459 km². A fost inclus în Patrimoniul Mondial de către UNESCO în 1981.
Înființat în 1937, parcul național este al doilea ca mărime din Argentina. Numele său face referire la gigantul cap de gheață din Munții Anzi, suprafață care alimentează 47 mari ghețari, dintre care doar 13 curg spre Oceanul Atlantic. Capul de gheață este cel mai mare cu excepția Antarcticii și Groenlandei. În alte colțuri ale lumii ghețarii pornesc de la o altitudine de cel puțin 2.500 de metri deasupra nivelului mediu al mării, însă datorită dimensiunilor capului de gheață, acești ghețari pornesc de la numai 1.500 de metri, coborând până la 200 de metri deasupra nivelului mării, astfel provocând eroziuni munților pe care se sprijină.

## Geografia
Los Glaciares, din suprafața căruia 30% este acoperită de gheață, poate fi separată în două parți, fiecare corespunzând parțial unuia din cele două lacuri alungite conținute de Parc. Lacul Argentino, cel mai mare din Argentina cu o suprafață de 1.466 km², se află în sud, în timp ce lacul Viedma, cu o suprafață de 1.100 km², se află în nord. Ambele lacuri alimentează Fluviul Santa Cruz care se varsă în Atlantic la Puerto Santa Cruz. Între cele două jumătăți se găsește o zonă neturistică lipsită de lacuri cu numele Zona Centro.
Jumătatea nordică este alcătuită din o parte a lacului Viedma, ghețarul Viedma și câțiva mici ghețari, și un număr de munți foarte cunoscuți în rândul fanilor cățăratului și trekkingului, printre care și Munții Fitz Roy și Cerro Torre.
Partea sudică conține, alături de un număr de ghețari mai mici, principalii ghețari care curg în fluviul Argentino: Ghețarul Perito Moreno, Ghețarul Upsala și Ghețarul Spegazzini. Bărcile de călătorie obișnuite manevrează printre ghețari pentru a putea vizita Bahía Onelli, dar și Spegazzini și Upsala, inaccesibili pe alte căi. Ghețarul Perito Moreno este accesibil pe uscat.

## Ecologia
Munții rețin în mare parte umiditatea venită dinspre Oceanul Atlantic, lăsând să treacă doar gerul (medie anuală de 7,5 °C) creându-se astfel o stepă aridă pe partea argentiniană a suprafeței. Zona este habitatul natural al ñandúes (pasărea Rhea), lamei, pumei și vulpii cenușii, cea din urmă, având de suferit de pe urma invaziei industrei bovinelor, este acum pe cale de dispariție. Lama, deși nu este în pericol de dispariție, a suferit un declin dramatic în istoria populației din cauza pășunatului la scară mare pe majoritatea teritoriului Patagoniei. Se găsesc peste 1.000 de specii de păsări în zonă (condor, vulturi și altele), însă doar 100 au fost confirmate. Între suprafețele acoperite de gheață și stepa Patagoniei se găsește o zonă fertilă de pădure compusă în principal din lenga și cireși, dar și ñires. Iar înăuntrul acestor zone mai primitoare se găsesc de asemenea căprioarele huemul și rața torrent.

## Turism
Los Glaciares prezintă o atracție majoră pentru turiștii internaționali și are un buget anual de un milion de dolari (1994). Punctele de plecare pentru tururi sunt satul El Calafate aflat la țărmul Fluviului Argentino însă în afara parcului, unde își are sediul administrația parcului, și satul El Chalten în partea de nord, la poalele Muntelui Fitz Roy. Alte punte de atracție turistică includ Lago del Desierto (Lacul Deșertului) și Lago Roca (lacul din stâncă).

## Galerie

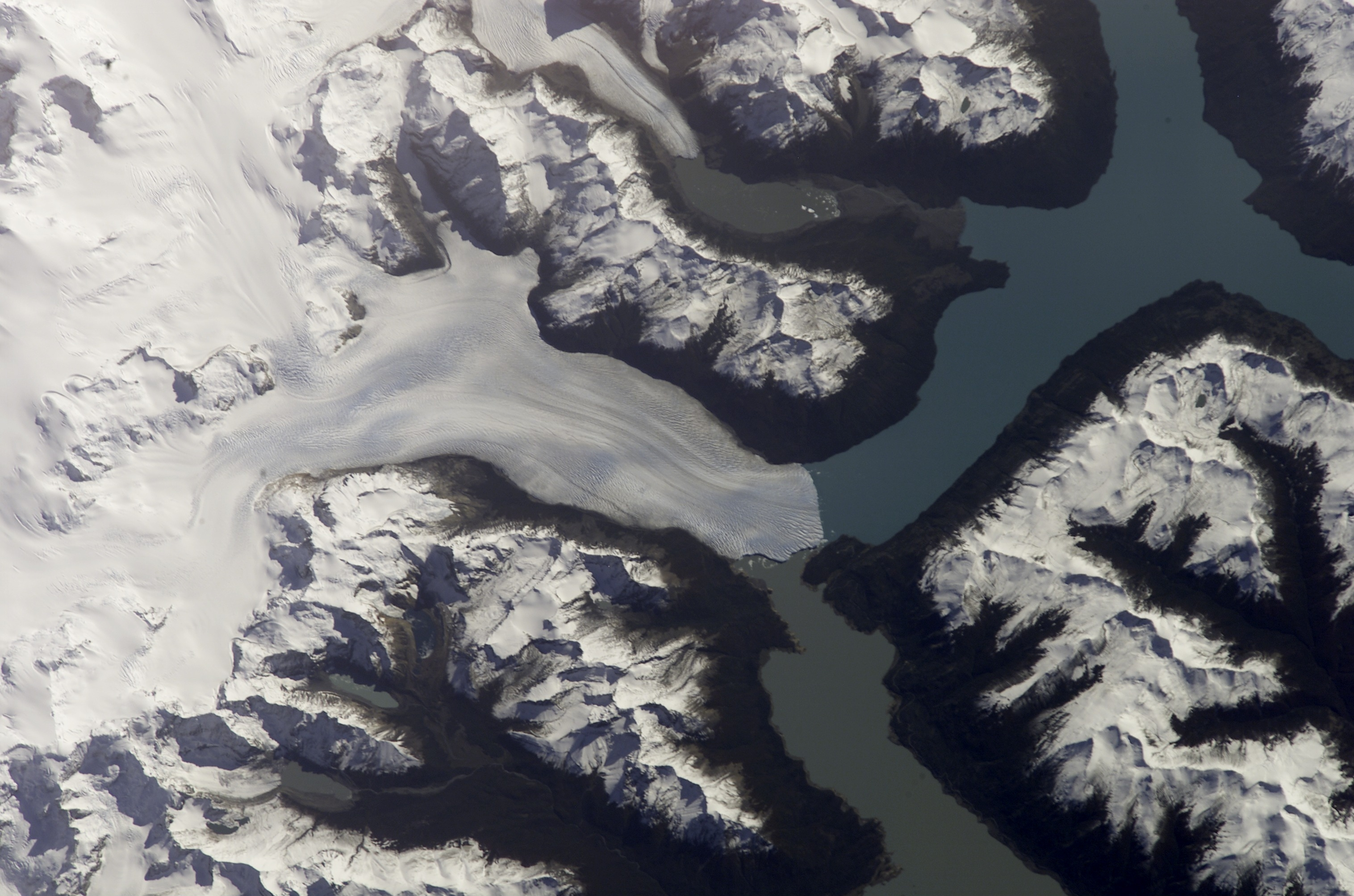
Lago Argentino și ghețarul Perito-Moreno
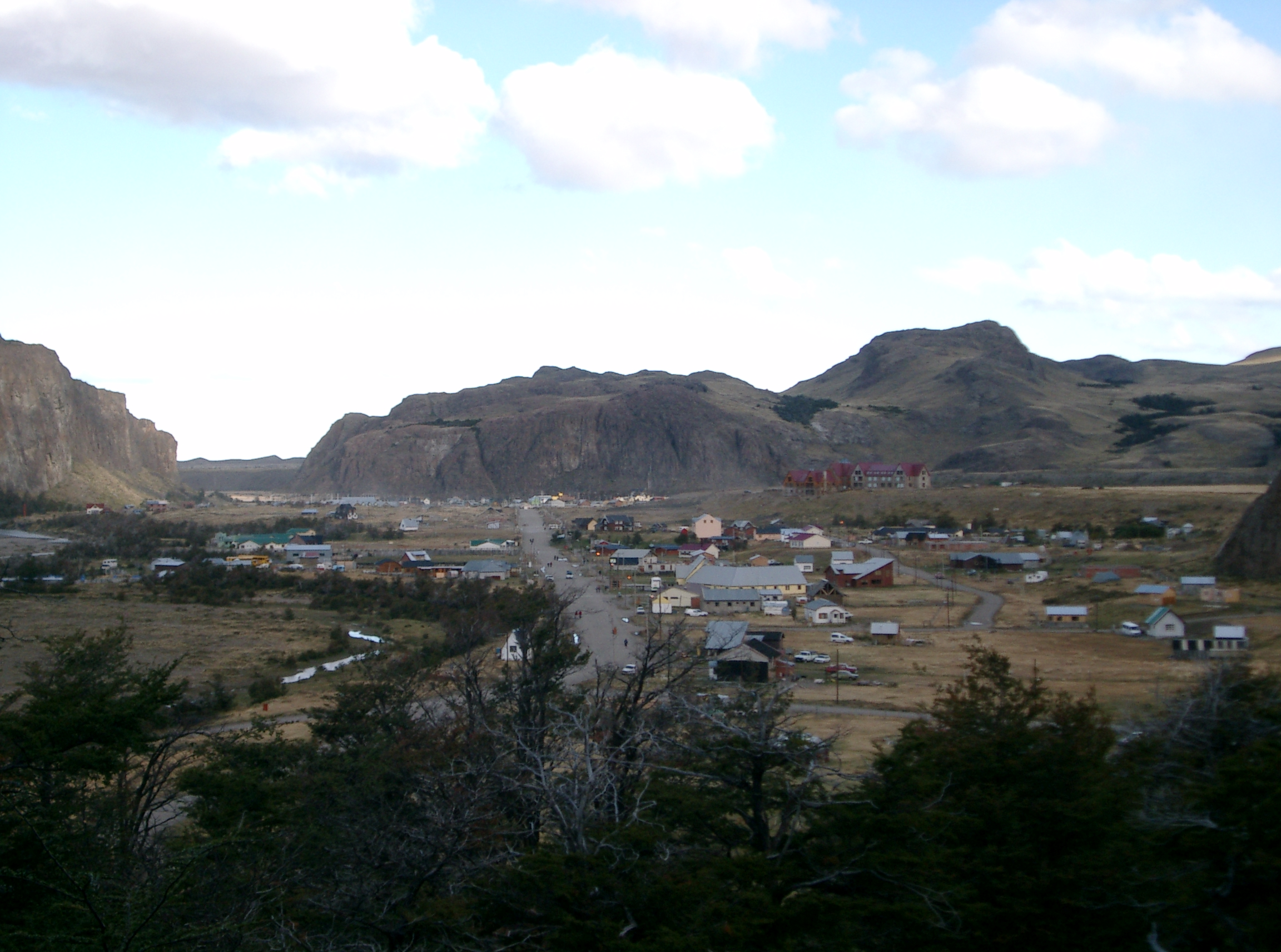
El Chaltén
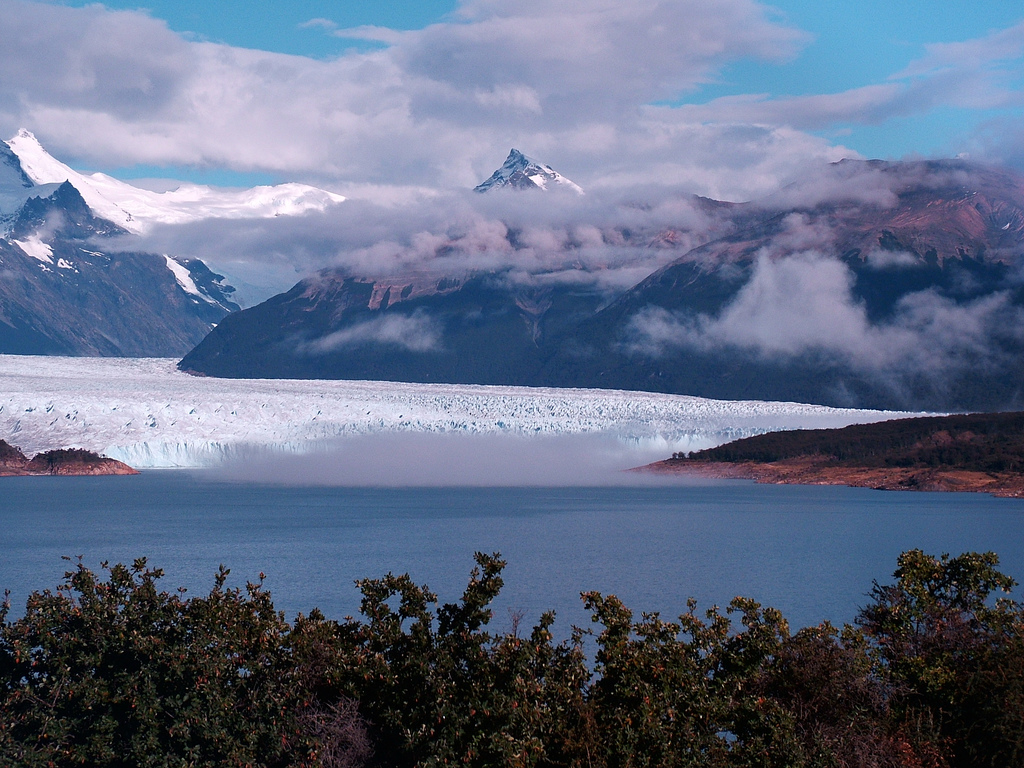
Ghețarul Perito-Moreno
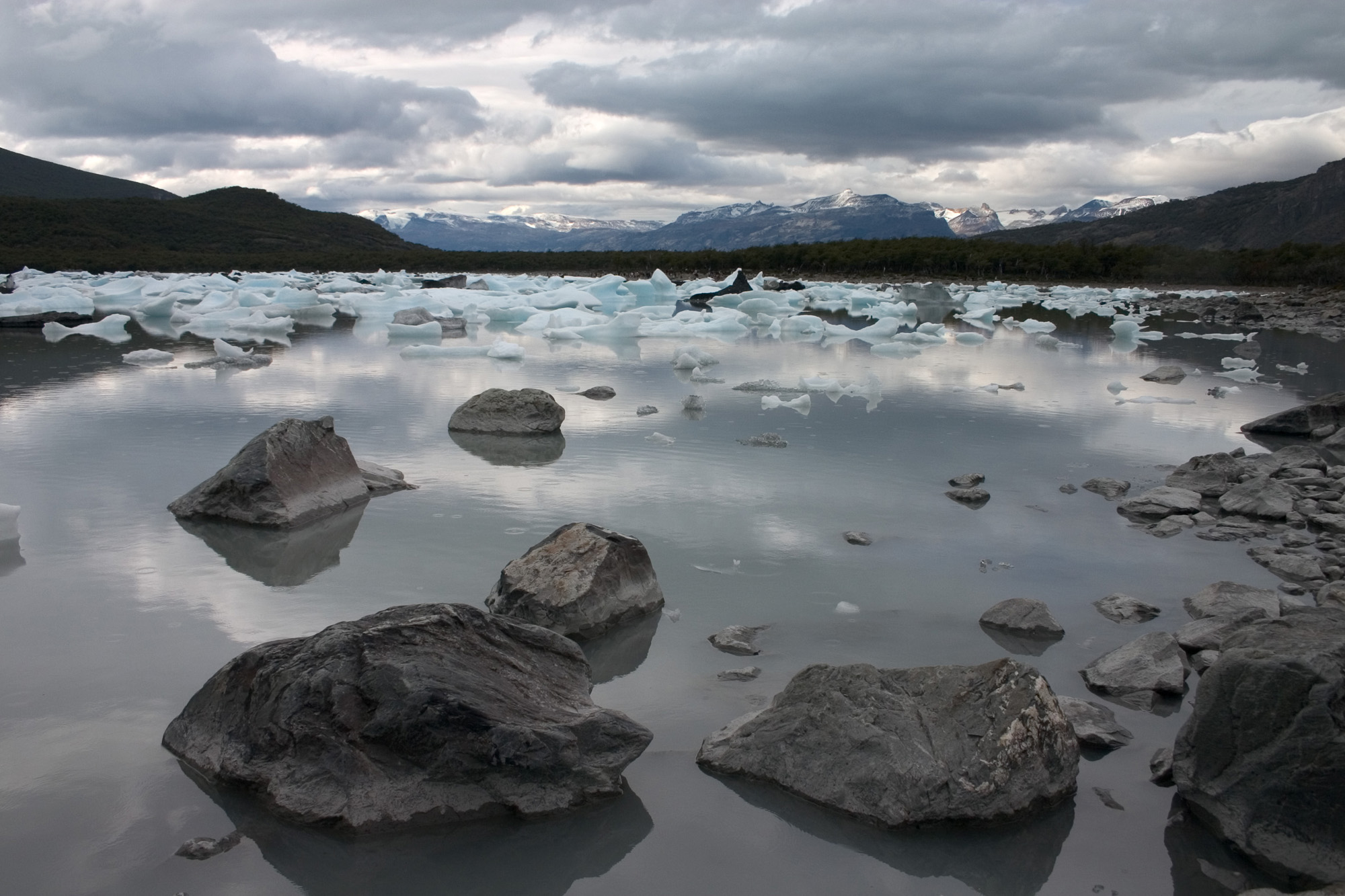
Bahía Onelli Parque Nacional